# 李南馨
李南馨（？—1801年），廣東省嘉應直隸州長樂縣（今廣東省五華縣）人，中國清朝武官官員。
乾隆三十四年，辛卯科武进士出身。乾隆四十三年，任山東兖州鎮標中軍守備。乾隆四十五年，升任澄海協左營守備。乾隆四十七年，任秀山協右營都司。乾隆四十八年，任碣石鎮標左營游擊。乾隆五十一年，任福建銅山營參將。乾隆五十五年，任福建澎湖水師副將。嘉慶二年，任金門鎮總兵。嘉慶四年，任福建水師提督，后因病死於任內。